# 北京市通州区民族小学
39°54′25″N 116°39′50″E / 39.90694°N 116.664°E
北京市通州区民族小学是一家教育部门举办的小学，位于北京市通州区回民胡同47号。2020年有12个教学班，38名教师，390余名学生，其中回、满、蒙古、朝鲜、壮、畲等少数民族学生约占学生总数的22%。

## 历史
1938年，回族教育家金吉堂等人借用通州清真寺北跨院创办穆光小学，1940年4月30日正式开学。该校聘请阿訇讲授伊斯兰教典，学生学习“礼拜”、“把斋”，互用阿拉伯语问候，兼按统一教科书学汉文课。1951年，政府接管穆光小学。1955年，更名为回民小学；1957年，更名为民族小学。

## 荣誉
- 北京语言文化联盟校
- 通州区优秀传统文化实验学校
- 首都文明校园
- 北京市民族团结教育示范校
- 北京市基础教育学生综合素质评价工作先进单位
- 北京市少先队“星星火炬”奖
- 通州区师德建设先进单位
- 通州区2018年度教育系统青年文明号
- 通州区创建学习型学校先进单位